# Thessaloniki (stad)
Thessaloniki of Thessalonike (Grieks: Θεσσαλονίκη, Ladino: Salonika, Slavische talen: Solun (Солун), Turks: Selânik) is de op een na grootste stad van Griekenland en de hoofdstad van de regio Centraal-Macedonië. De eigenlijke stad heeft ruim 320.000 inwoners; samen met het stedelijk gebied zijn het er ruim 800.000.
Thessaloniki is sedert 2011 een fusiegemeente (dimos) in de Griekse bestuurlijke regio (periferia) Centraal-Macedonië. 
De twee deelgemeenten (dimotiki enotita) van de fusiegemeente zijn:
- Thessaloniki (Θεσσαλονίκη)
- Triandria (Τριανδρία)

Vaak wordt Thessaloniki kortweg Saloniki genoemd. Een andere historische naam voor de stad is Salonika of Salonica.

## Geografie
Thessaloniki ligt in Noord-Griekenland, aan de Golf van Thessaloniki of Thermaïsche Golf, die deel uitmaakt van de Egeïsche Zee. De stad is trapsgewijs gelegen tegen de heuvel Chortiatis. Ten westen van de stad ligt de rivier de Axios en ten oosten liggen de meren Koronia en Volvis. Ten zuiden van de stad ligt het schiereiland Chalcidice.

## Geschiedenis
Thessaloniki is ongeveer in 315 v.Chr. gesticht door Kassandros die de plaats noemde naar zijn vrouw Thessalonikè, een halfzuster van Alexander de Grote, die op haar beurt door haar vader Philippus II van Macedonië vernoemd was naar de overwinning (nikè) die hij in Thessalië had behaald. In 168 v. Chr. werd het koninkrijk Macedonië en dus ook de stad Thessaloniki onderdeel van het Romeinse rijk. In 148 voor Chr. werd in het kader van een bestuurlijke reorganisatie een nieuwe senatoriale provincie Macedonië gevormd, waarvan de proconsul in Tessalonica resideerde. Maar Thessaloniki gold sinds het jaar 42 voor Chr. wel als een vrije stad, dat wil zeggen onder democratisch zelfbestuur. Omstreeks 50 n.Chr. preekte de apostel Paulus hier. Later schreef hij twee brieven aan de gemeente in Thessaloniki, de Eerste en de Tweede brief aan de Tessalonicenzen. De stad was zeer belangrijk tijdens de hellenistische periode, toen de rijken der diadochen zich uitstrekten tot in India.
Later werd het onderdeel van het Romeinse Rijk. In de late oudheid had keizer Galerius hier zijn residentie. In het midden van de vijfde eeuw was Thessaloniki zwaar versterkt en de stad viel niet ten prooi aan de invasies die het Byzantijnse Rijk teisterden (Goten, Avaren, Slaven, Saracenen of Bulgaren). De piraat Leo van Tripoli slaagde er echter in om de stad in 904 te plunderen en de Noormannen veroverden en verwoestten de stad in 1185. Op dat moment was Thessaloniki na Constantinopel de belangrijkste stad van de Byzantijnen.
Na de Vierde Kruistocht in 1204 maakte Thessaloniki deel uit van het kruisvaardersrijk van Thessaloniki. De despoot van Epirus nam het in 1224 in en de Byzantijnen heroverden het in 1246. Tijdens de Palaiologaanse periode was het een belangrijk cultureel en economisch centrum. Het werd betwist tijdens de Byzantijnse burgeroorlogen en was het toneel van de Zelotenopstand in 1340. Aan het einde van de 14e eeuw namen de zich uitbreidende Ottomanen kort de controle over de stad over, maar deze werd al snel teruggewonnen door de Byzantijnen. Toch verkocht de laatste Byzantijnse despoot van Thessaloniki, Andronikos Palaiologos, de stad in 1423 aan de republiek Venetië. Na een bezetting van zeven jaar door Venetië viel de stad in 1430 in handen van de Turken, wat een einde maakte aan de welvaart van de stad.
Vanaf 1500 vestigden veel Sefardische Joden zich in de stad, vluchtelingen voor de geloofsvervolgingen in Spanje. Gedurende lange tijd zouden zij zelfs de meerderheid van de bevolking vormen, waardoor Thessaloniki een van de grootste joodse centra in de wereld was. De meeste joden spraken Ladino, een van het Spaans afgeleide taal. In het begin van de twintigste eeuw verschenen er zelfs kranten in het Ladino.
Aan het begin van de 20e eeuw telde de stad een erg verscheiden bevolking: ongeveer 160.000 inwoners, waarvan ca. 60.000 joden, 45.000 Turken en 40.000 Grieken. Kemal Atatürk, de grondlegger van het huidige Turkije, is in Thessaloniki geboren. Thessaloniki fungeerde ook als de machtsbasis van de Jonge Turken, een politieke hervormingsbeweging, die tot doel had de absolute monarchie van het Ottomaanse Rijk te vervangen door een constitutionele regering. De revolutie der Jonge Turken van 1908 tegen het bewind van sultan Abdülhamit II begon ook in deze stad.
Tijdens de Eerste Balkanoorlog, op 26 oktober 1912 (het feest van de beschermheilige van de stad), kwam Thessaloniki terug aan Griekenland, hoewel ook Bulgarije aanspraak maakte op de stad.
In 1913, na de Balkanoorlogen, voegden ook Kreta, Noord-Griekenland en een aantal Egeïsche eilanden zich bij Griekenland. In datzelfde jaar werd koning George I van Griekenland, toen hij door de straten van de pas verworven stad Thessaloniki wandelde, door een geesteszieke, Alexandros Schinas, doodgeschoten. Zijn oudste zoon Constantijn volgde hem op.
In 1917 woedde een grote brand in de stad, waardoor driekwart van het centrum werd verwoest en vele Ottomaanse bouwwerken verloren gingen. Het centrum is herbouwd naar de plannen van de Franse architect Ernest Hébrard.
Als gevolg van de bevolkingsuitwisseling tussen Turkije en Griekenland veranderde de bevolkingssamenstelling van de stad drastisch. Sinds de uitwisseling vormen de Grieken de meerderheid van de bevolking van de stad waar voorheen de Joden en Turken tezamen in de meerderheid waren. Vanaf augustus 1922, toen Griekse troepen zich terugtrokken uit Turkije, vestigden zich duizenden Griekse vluchtelingen uit Klein-Azië in Thessaloniki, terwijl de meeste moslims (Turken en Dönme, tot de islam bekeerde joden) werden gedwongen de stad te verlaten. Een pogrom in 1931 dreef daarna de laatste moslims en een groot deel van de Joden de stad uit.

Holocaust monument in Thessaloniki, 7 armen van menorah in vlammen

Vrijwel alle overgebleven Joden werden tijdens de Tweede Wereldoorlog door de nazi's naar concentratiekampen gedeporteerd en vermoord. Er keerde slechts een gering aantal van de overgebleven 50.000 Joden terug in de stad. Momenteel wonen er nog zo'n 2.000 Joden in de stad.
Het holocaust-monument, dat in november 1997 in Thessaloniki is geplaatst, draagt het opschrift:

DEDICATED BY THE GREEK PEOPLE TO THE MEMORY OF
THE 50.000 JEWISH GREEKS OF THESSALONIKI
DEPORTED FROM THEIR MOTHER CITY
BY THE NAZI OCCUPATION FORCES
IN THE SPRING OF 1943, AND
EXTERMINATED IN THE GAS CHAMBERS OF
THE AUSCHWITZ-BIRKENAU DEATH CAMPS(Opgedragen door het Griekse volk ter herinnering aan de 50.000 Joodse Grieken die in de lente van 1943 uit hun moederstad weggevoerd zijn door de nazi-bezetters en vernietigd in de gaskamers van concentratiekamp Auschwitz-Birkenau.)

In 1978 richtte een aardbeving aanzienlijke schade aan de stad aan.

## Bezienswaardigheden in en rondom Thessaloniki

### Musea
- Archeologisch museum
- Museum van de Byzantijnse cultuur
- Museum voor hedendaagse kunst
- Geboortehuis van Atatürk

### Gebouwen en pleinen
- Lefkos Pyrgos (Witte Toren)

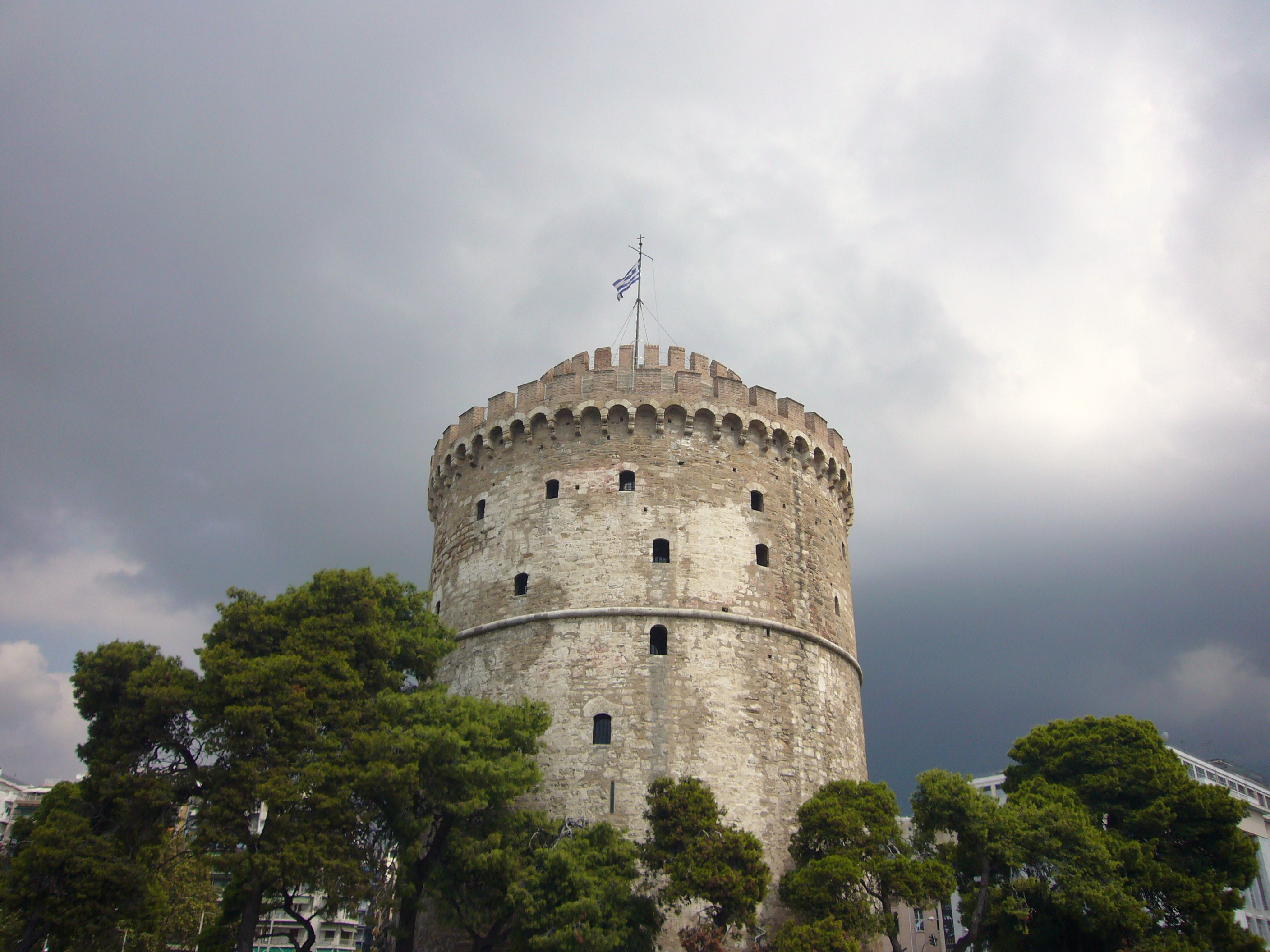
De Witte Toren.

- Boog van Galerius: een triomfboog ter ere van keizer Galerius op de Perzen. Oorspronkelijk bestond het complex uit een hippodroom, een praalgraf, de boog en een paleis.
- Plateia Aristotelous (Aristoteles-plein)
- Eptapyrgio (verdedigingsmuren van de stad)
- Modiano (overdekte voedselmarkt)
- Bezesteni (overdekte markt)
- Monastiriot (synagoge)
- Papafeio (weeshuis opgericht door Ioannis Papafis)

### Moskeeën
- Hamza Bey (moskee)
- Yeni Cami (nieuwe moskee)

### Kerken
- Hagios Demetrios: een kerk van 55 × 33 meter (de grootste van Griekenland, oorspronkelijk uit de 5e eeuw)
- Hagia Sofia: een verkleinde kopie van de Aya Sophia in Istanbul
- Kerk van Acheiropoiètos (450-470)
- Rotonda van Galerius: oorspronkelijk een praalgraf; een bouwwerk met ruim 6 meter dikke muren, een koepel van 25 meter middellijn met een minaret en een interieur met mozaïeken versierd. In het jaar 400 werd dit gebouw een christelijke kerk. In 1591 werd er een moskee van gemaakt en inmiddels is het in gebruik als museum.
- Hosios David: 5e-eeuwse kerk van het Latomou-klooster
- Theotokos-kerk: Byzantijnse koepelkerk uit de 11e eeuw

### Buiten de stad
- Athos (ten zuidoosten van de stad)
- Archeologische site van Aigai (koninklijke tombes van de Macedonische koninklijke familie)
- Pella (geboorteplaats van Alexander de Grote)

## Transport

### Verkeer
Thessaloniki is aangesloten op een netwerk van autosnelwegen, die de stad verbinden met de rest van Griekenland en Europa.
- De A1 (PATHE of E75) verbindt het noorden (grens met Noord-Macedonië) via Thessaloniki met het zuiden (Athene en Patras).
- De A2 (Egnatia Odos of E90) met een totale lengte van bijna 700 kilometer, vormt de verbinding tussen oost en west en verbindt de stad Igoumenitsa aan de Ionische Zee via Thessaloniki met Alexandroupolis aan de Turkse grens.
- Door de nationale weg Thessaloniki-Serres-Promochonas is de stad verbonden met Bulgarije. Deze weg wordt uitgebouwd tot autosnelweg.

### Vliegveld
Ten zuiden van de stad ligt de internationale luchthaven Makedonia (SKG). Vanuit de luchthaven wordt een groot aantal nationale en internationale bestemmingen aangedaan. De landingsbaan van de luchthaven wordt momenteel verlengd. Hierdoor zal de luchthaven Makedonia trans-Atlantische vluchten kunnen accommoderen.
Sinds 11 april 2017 is de exploitatie en het management van de luchthaven in handen van een consortium bestaande uit het Duitse Fraport en het Griekse Sentel. De Griekse overheid heeft dit consortium een concessie verleend voor de duur van veertig jaar. De concessiehouders zullen in de komende jaren onder andere een nieuwe terminal bouwen van ongeveer 31.000 m² zodat de luchthaven het groeiende aantal passagiers kan blijven verwerken.

### Trein
De Griekse Spoorwegorganisatie OSE onderhoudt vanuit Thessaloniki verschillende diensten naar het zuiden (Athene), het westen (Veria, Edessa, Kozani) en het oosten (Serres, Alexandroupolis) van Griekenland. Vanuit Thessaloniki kon men tevens per trein reizen naar verschillende internationale bestemmingen zoals Istanbul, Sofia en Moskou. Sinds 2011 is er geen personenverkeer meer op de internationale verbindingen.

### De haven

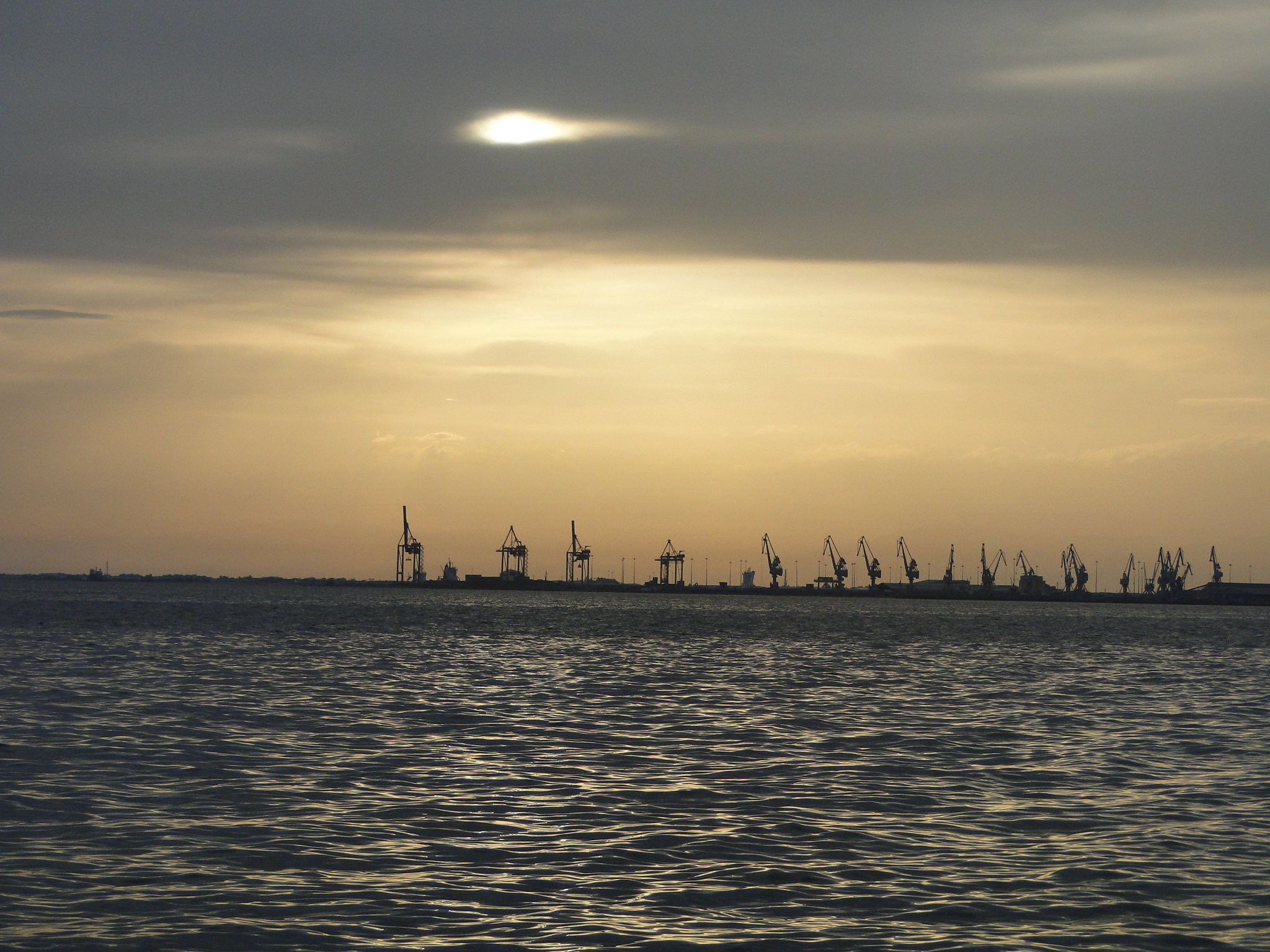
Zonsondergang bij de haven van Thessaloniki.

De haven van Thessaloniki ligt op een strategisch punt op de kruising tussen oost en west. Het is de dichtstbijzijnde haven voor het afhandelen van goederentransport van en naar de Balkan en het Zwarte Zee-gebied.
De faciliteiten van de haven omvatten onder andere een moderne containerterminal met een totale oppervlakte van 200.000 vierkante meter en een totale opslagcapaciteit (bedekt en onbedekt) van bijna 600.000 vierkante meter.

### Openbaar vervoer
OASTH (ΟΑΣΘ) is belast met het openbaar vervoer in de regio Thessaloniki. Het bedrijf vervoert jaarlijks 150 miljoen passagiers via 68 buslijnen. In juni 2006 is begonnen met de aanleg van de metro van Thessaloniki. De eerste metrolijn moest het het station van Thessaloniki in het westen van de stad verbinden met de wijk Nea Elvetia in het oosten en heeft een lengte van 9.6 kilometer met in totaal 13 stations. Volgens de planning zou deze metrolijn in 2013 worden opgeleverd. Een veelvoud aan archeologische vondsten heeft echter voor aanzienlijke vertraging in de aanleg van de lijn gezorgd.

## Onderwijs
Thessaloniki heeft twee universiteiten. De oudste is de Aristoteles Universiteit Thessaloniki (Grieks:Αριστοτέλειο Πανεπιστήμιο Θεσσαλονίκης), met ongeveer 95.000 studenten de grootste universiteit van Griekenland. Daarnaast is er de in de jaren negentig van de vorige eeuw opgerichte Universiteit van Macedonië (Grieks: Πανεπιστήμιο Μακεδονίας).

## Internationale organisaties
Sinds 1995 is het hoofdkantoor van het Centre Européen pour le Développement de la Formation Professionnelle ("Cedefop") gevestigd in Thessaloniki. Het Cedefop is een Europees agentschap dat belast is met de bevordering en ontwikkeling van beroepsonderwijs en -opleiding in de Europese Unie.
In Thessaloniki is tevens de Black Sea Commerce and Development Bank (“Black Sea Bank”) gevestigd. Deze internationale organisatie werd in 1999 opgericht door Griekenland, Rusland, Turkije, Bulgarije, Oekraïne, Roemenië, Armenië, Georgië, Azerbeidzjan, Albanië en Moldavië. De Black Sea Bank heeft tot doel de regionale ontwikkeling en samenwerking te bevorderen door middel van het financieren van publieke en private projecten in de hierboven genoemde landen.

## Sport
In Thessaloniki is voetbal een belangrijke sport, met drie clubs die regelmatig uitkomen op het hoogste Griekse professionele niveau de Super League. De meest succesvolle club van de afgelopen decennia is PAOK Saloniki. De drievoudige Griekse landskampioen speelt in het Toumbastadion. Daarnaast zijn er eveneens drievoudig Grieks landskampioen Aris FC en Iraklis FC. Er bestaat een sterke onderlinge rivaliteit tussen deze clubs met een zeer fanatieke aanhang.

## Klimaat
Het klimaat van Thessaloniki kan worden ervaren als een mediterraan klimaat met continentale invloeden, met warme zomers en betrekkelijk koude winters. Aan het criterium voor een mediterraan klimaat, dat (onder andere) de natste maand driemaal zoveel neerslag heeft als de droogste, is echter net niet voldaan. De winters zijn er voor Griekse begrippen koud, met soms minimumtemperaturen beneden het vriespunt en soms sneeuw.
| Maand                   | Jan | Feb | Mar | Apr | Mei | Jun | Jul | Aug | Sep | Okt | Nov | Dec |
| ----------------------- | --- | --- | --- | --- | --- | --- | --- | --- | --- | --- | --- | --- |
| Maximumtemperatuur [°C] | 10  | 12  | 14  | 19  | 25  | 29  | 32  | 32  | 28  | 22  | 17  | 12  |
| Minimumtemperatuur [°C] | 2   | 3   | 5   | 8   | 12  | 17  | 19  | 19  | 16  | 11  | 7   | 4   |
| Regen (mm)              | 40  | 40  | 46  | 36  | 44  | 30  | 22  | 21  | 27  | 40  | 58  | 53  |
| Record temperatuur [°C] | 20  | 22  | 25  | 31  | 36  | 39  | 42  | 39  | 36  | 32  | 27  | 26  |

## Stedenbanden
Thessaloniki heeft een stedenband met:
| - Alexandrië (Egypte), sinds 1993 - Bologna (Italië), sinds 1984 - Bratislava (Slowakije), sinds 1986 - Constanța (Roemenië), sinds 1988 - Dongguan (China), sinds 2008 - Hartford (Verenigde Staten), sinds 1962 - Keulen (Duitsland), sinds 1988 - Kolkata (India), sinds 2005 - Korçë (Albanië), sinds 2005 | - Leipzig (Duitsland), sinds 1984 - Limasol (Cyprus), sinds 1984 - Melbourne (Australië), sinds 1984 - Nice (Frankrijk), sinds 1992 - Plovdiv (Bulgarije), sinds 1984 - San Francisco (Verenigde Staten), sinds 1990 - Tel Aviv (Israël), sinds 1994 - Tianjin (China), sinds 2002 - Venetië (Italië), sinds 2003 |

## Slagtanden
In 2007 zijn de langste slagtanden ooit gevonden in het plaatsje Milia nabij Thessaloniki.